# Oliver North

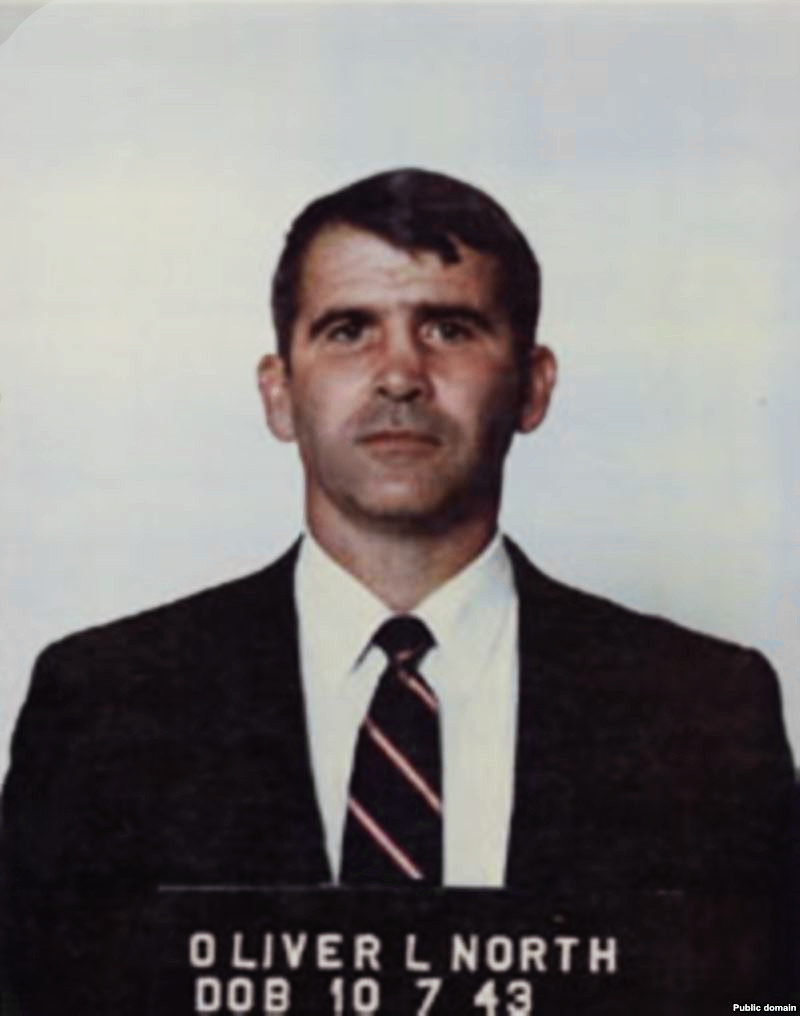
Fotografía de identificación policial de Oliver North, tomada el día de su arresto.

Oliver Laurence North (San Antonio, Texas; 7 de octubre de 1943) es un comentarista político estadounidense, presentador de televisión, historiador militar, autor y teniente coronel retirado del Cuerpo de Marines (Infantería de Marina) de Estados Unidos. Fue declarado culpable en el caso Irán-Contra de fines de la década de 1980, pero sus condenas fueron anuladas, y todos los cargos en su contra fueron desestimados en 1991.
North es recordado por su implicación en el escándalo de Irán-Contra, donde se dio a conocer que de manera ilícita se vendieron armas a Irán para poder financiar a los contra-revolucionarios o contras de Nicaragua durante la presidencia de Ronald Reagan, el cual le despidió en 1986 por mentir a sus superiores y “actuar sin su consentimiento” en este asunto. Su participación le costó ser condenado, aunque nunca ingresó en prisión dado que se le otorgó inmunidad a cambio de declarar ante el Congreso de los Estados Unidos sobre el plan. Intentó ser senador por el Partido Republicano, el cual dio su apoyo a un candidato independiente. Trabajó para la cadena conservadora Fox News Channel desde 2001 hasta 2016. En octubre del 2006 viajó a Nicaragua para realizar una campaña contra Daniel Ortega, aunque no apoyó a Eduardo Montealegre (candidato favorito de Estados Unidos), haciendo petición de voto para el otro candidato conservador, José Rizo Castellón. También es colaborador militar en la exitosa saga de videojuegos Call of Duty. Desde 2001 hasta 2016, North presentó "War Stories con Oliver North" en Fox News. En mayo de 2018, North fue elegido presidente de la Asociación Nacional del Rifle cargo ocupado hasta 2019.